# Komboloi

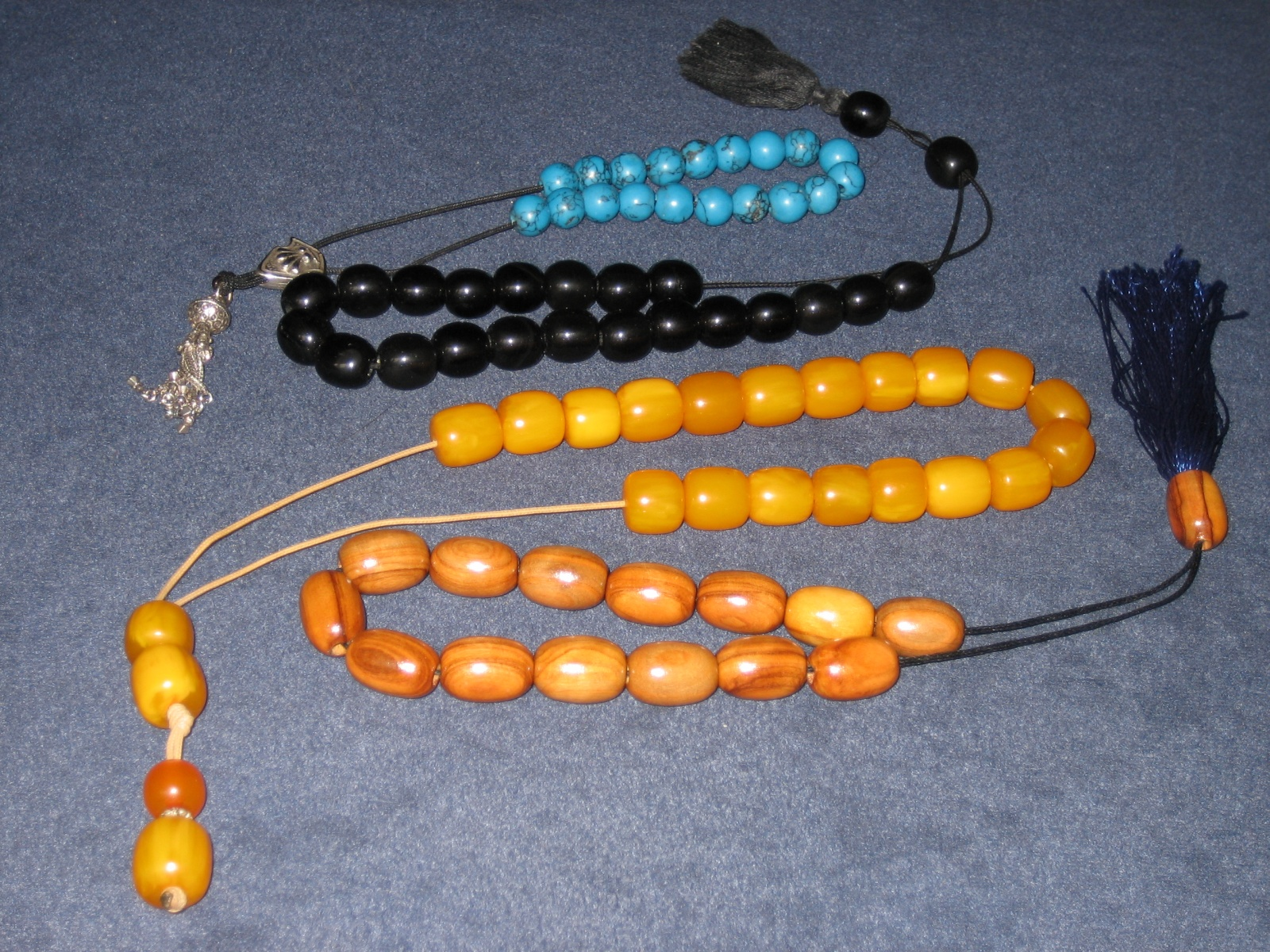
Tipico komboloi greco.

Il Komboloi o koboloi (in greco Κομπολόι) è il tipico rosario greco.

## Origine e descrizione
Seppure sia ancora controverso se derivi dal rosario cattolico o da quello musulmano, il "Tasbih", il komboloi si differenzia comunque dai suoi predecessori, dal fatto che anzitutto non ha un numero definito di perle; in secondo luogo, le perle non sono fisse ma libere di scorrere lungo il filo.
La parola deriva da kobas, che significa corda; ed infatti i primi komboloi erano semplici cordicelle annodate.
I più prestigiosi komboloi sono quelli in ambra, ma si possono trovare in ceramica, legno, vetro ed osso, fino alla semplice plastica.

## Funzione
La funzione originaria di conta-preghiere è andata lentamente perdendosi nel tempo e oggi è spesso usato come scacciapensieri oltre ad essere per consuetudine principalmente appannaggio della popolazione maschile greca.
Spesso viene usato anche come oggetto atto a tenere occupate le mani, al fine di smettere di fumare o mangiarsi le unghie o ancora aspettare in fila alle poste, o addirittura per smettere di giocare con le cover dei cellulari.
La preghiera che viene recitata con il komboloi è la preghiera di Gesù o preghiera del cuore: Signore Gesù Cristo Figlio di Dio, abbi pietà di me peccatore. Questa supplica, intercalata nel grano maggiore con un Padre nostro, viene ripetuta per tutti i grani del conta preghiere.
Ci sono alcuni komboloi che terminano con una croce e altri con una nappa; essa viene messa perché con questa nappa si dovrebberero asciugare le lacrime seguite alla preghiera del cuore.

## Altri rosari
Anche in altre religioni e confessioni cristiane esistono dei rosari simili, almeno nella forma se non nell'uso, al komboloi. Fra questi si possono citare:
- il mālā in varie religioni originarie dell'India, spesso composto da semi di Rudraksha;
- la Corona del rosario in uso presso i cattolici;
- il tasbih (تسبيح) - rosario islamico;
- il juzu (giapponese: 数珠) - rosario buddhista giapponese.